# Mirta Miller
Mirta Miller, pseudonimo di Mirta Jovita Bugni Chatard (Buenos Aires, 16 agosto 1948), è un'attrice argentina naturalizzata spagnola.

## Biografia
Debutta al cinema da bambina. Fra i suoi primi film c'è Tre individui tanto odio (1962) di Tad Danielewski. Trasferitasi in Spagna dalla sua natia Argentina nei tardi anni sessanta, si fa notare come modella per poi tornare alla ribalta sul grande schermo quale musa del genere cinematografico chiamato Destape (sorta di commedia sexy spagnola). Riscossa una certa popolarità grazie al film Una chica casi decente (1971) di Germán Lorente, con Adolfo Celi, frequenta abitualmente i generi della commedia e dell'horror (I diabolici amori di nosferatu di Javier Aguirre (1972), Dr. Jekyll y el Hombre Lobo (1972) e La rebelión de las muertas (1973) diretti da León Klimovsky), dove riesce ad esibire, oltre ad una prorompente fisicità, anche una discreta preparazione artistica maturata con l'esperienza sui set.
Giunta all'apice del successo nel primo lustro degli anni settanta, appare in diverse coproduzioni italiane tra cui Le Amazzoni - Donne d'amore e di guerra (1973) di Alfonso Brescia, Il bianco, il giallo, il nero (1975) di Sergio Corbucci, Gatti rossi in un labirinto di vetro (1975) di Umberto Lenzi, Il cacciatore di squali (1979) di Enzo G. Castellari e L'ultimo harem (1981) di Sergio Garrone. Vanno ricordate anche le sue partecipazioni ai film Le troiane (1971) di Mihalis Kakogiannis, Cría cuervos (1976) di Carlos Saura e Bolero Extasy (1984) di John Derek. Sempre negli anni settanta appare in numerosi spettacoli di caffè-teatro spagnoli fra cui La fontana e Cantando se entiende la gente.
Negli anni duemila ha raccontato la sua tormentata quanto discussa storia d'amore con l'aristocratico di Casa Reale spagnola, Luis Alfonso de Borbón y Dampierre, nella sua biografia intitolata La mujer que quiso ser Borbón (2004) di Horacio Otheguy. 

## Filmografia

### Cinema
- El romance de un gaucho (1961)
- Tre individui tanto odio (No Exit) (1962)
- A puerta cerrada (1962)
- Mannequín... alta tensión (1968)
- Las siete vidas del gato (1970)
- Enseñar a un sinvergüenza (1970) (non accreditata)
- Una señora llamada Andrés (1970) (non accreditata)
- Simón, contamos contigo (1971)
- Préstame quince días (1971)
- El apartamento de la tentación (1971)
- Una chica casi decente (1971)
- Aunque la hormona se vista de seda... (1971)
- Le troiane (The Trojan Women) (1971)
- Los días de Cabirio (1971)
- Los novios de mi mujer (1972)
- I diabolici amori di nosferatu (1972)
- El padre de la criatura (1972)
- Vente a ligar al Oeste (1972)
- Ligue Story (1972)
- No firmes más letras, cielo (1972)
- Dr. Jekyll y el Hombre Lobo (1972)
- La curiosa (1973)
- Busco tonta para fin de semana (1973)
- La rebelión de las muertas (1973)
- Le Amazzoni - Donne d'amore e di guerra (1973)
- Un casto varón español (1973)
- Santo contra el doctor Muerte (1973)
- La chica del Molino Rojo (1973)
- Los viajes escolares (1974)
- El insólito embarazo de los Martínez (1974)
- Jenaro el de los 14 (1974)
- Pisito de solteras (1974)
- Todos los gritos del silencio (1975)
- Ligeramente viudas (1975)
- Como matar a papá... sin hacerle daño (1975)
- Il bianco, il giallo, il nero (1975)
- Gatti rossi in un labirinto di vetro (1975)
- Mi mujer es muy decente, dentro de lo que cabe (1975)
- Un lujo a su alcance (1975)(con il nome Mirtha Miller)
- El in... moral (1976)
- La lozana andalusa (1976)
- Alleva corvi (Cría cuervos) (1976)
- A la legión le gustan las mujeres... y a las mujeres, les gusta la legión (1976)
- Get Mean (1976)
- El señor está servido (1976)
- Retrato de familia (1976)
- Mauricio, mon amour (1976)
- El erotismo y la informática (1976)
- Alcalde por elección (1976)
- Cuentos de las sábanas blancas (1977)
- Doña Perfecta (1977)
- Niñas... al salón (1977)
- La oscura historia de la prima Montse (1977)
- A un dio sconosciuto (1977)
- Pepito Piscina (1978)
- Suave, cariño, muy suave (1978)
- La sombra de un recuerdo (1978)
- Il cacciatore di squali (1979)
- El rediezcubrimiento de México (1979)
- Yo hice a Roque III (1980)
- Sexo sangriento (1981)
- L'ultimo harem (1981)
- El cepo (1982)
- Tac-tac (1982)
- El último kamikaze (1984)
- Bolero Extasy (Bolero) (1984)
- Pelotazo nacional (1993)
- Maestros (2000)
- Sucedió en España (2004)

### Televisione
- Curro Jiménez
  - En la loca fortuna (1977)
- Estudio 1
  - Cuidado con las personas formales (1978)
  - Al final de la cuerda (1979)
- Fortunata y Jacinta
  - Episodio 1.10 (1980)(non accreditata)
- Los ladrones van a la oficina
  - El caso de los reyes magos (1996)
- Hermanas
  - Siete monjas para un milagro (1998)
- Mi querido Klikowsky
  - Una okupa en casa (2006)